# Verbena berteroi
Verbena berteroi — вид трав'янистих рослин родини Вербенові (Verbenaceae), ендемік Чилі. Рослина має тридольне листя, іноді 2-перистороздільне, чашечки й приквітки розсіяно залозисто запушені.

## Опис
Рослина 20–40 см завдовжки, дуже розгалужена, від повзучої до розлогої, основа деревна, стовбур щетинистий. Листки з черешком до 5 мм, листові пластини 15–30 x 20–25 мм, трисегментні, іноді 2-перистороздільні, нижня поверхні щетиниста на основній жилці, поля викривлені. Квіти в щільних кулястих колосках; квітоніжки багатоквіткові 1–4(6) см. Квіткові приквітки 3–4 мм, вузько-яйцюваті, з невеликими залозистими волосками. Чашечка 7–8 мм, щетиниста головним чином на жилках, є мізерні залозисті волоски, зубчики нерівні. Віночок від блідо-рожевий до білого забарвлення, 12 мм, запушений зовні.

## Поширення
Ендемік Чилі.
Вид є ендемічним для північної та центральної частин Чилі від регіону Атакама до регіону Арауканія. Росте на скелястих і сонячних схилах, на висоті від 100 до 3350 м.